# TCR Italy Touring Car Championship 2021
La stagione 2021 del TCR Italy Touring Car Championship è la quinta edizione del campionato organizzato dall'ACI. È iniziata il 2 maggio al Monza ed è terminata il 10 ottobre al Mugello. Antti Buri, su Hyundai i30 N TCR, si è aggiudicato il titolo piloti. Denis Babuin, su CUPRA TCR, si è invece aggiudicato il titolo piloti con cambio DSG, mentre la Target Competition si è aggiudicata il titolo scuderie, Ruben Volt, su Honda Civic Type R TCR, si è aggiudicato il trofeo Michelin riservato a piloti su vetture con fiche non di ultima omologazione ed Eric Brigliadori, su Audi RS3 LMS TCR, si è aggiudicato il titolo piloti under-25.

## Scuderie e piloti
| Scuderia                              | Vettura                    | #  | Pilota               | Gare     |
| ------------------------------------- | -------------------------- | -- | -------------------- | -------- |
| Next Motorsport                       | Hyundai i30 N TCR          | 3  | Adriano Visdomini    | 5        |
| Scuderia del Girasole by CUPRA Racing | CUPRA Leon Competición TCR | 4  | Salvatore Tavano     | 1-6      |
| Scuderia del Girasole by CUPRA Racing | CUPRA Leon Competición TCR | 10 | Federico Paolino     | 1-6      |
| Scuderia del Girasole by CUPRA Racing | CUPRA Leon Competición TCR | 21 | Nicola Guida         | 1-6      |
| Scuderia del Girasole by CUPRA Racing | CUPRA TCR                  | 6  | Raffaele Gurrieri    | 1-6      |
| BF Motorsport                         | Audi RS3 LMS TCR           | 7  | Sandro Pelatti       | 2        |
| BF Motorsport                         | Audi RS3 LMS TCR           | 68 | Eric Brigliadori     | 1-6      |
| BF Motorsport                         | Audi RS3 LMS TCR           | 93 | Omar Fiorucci        | 1-2      |
| BF Motorsport                         | Audi RS3 LMS TCR           | 96 | Alberto Rodio        | 5        |
| Target Competition                    | Hyundai i30 N TCR          | 8  | Nicola Baldan        | 1-6      |
| Target Competition                    | Hyundai i30 N TCR          | 13 | Antti Buri           | 1-6      |
| Target Competition                    | Hyundai i30 N TCR          | 23 | Fabio Antonello      | 5-6      |
| Target Competition                    | Hyundai i30 N TCR          | 56 | Cesare Brusa         | 4        |
| Race Lab                              | Audi RS3 LMS TCR           | 9  | Matteo Poloni        | 1-2, 5-6 |
| Trico WRT                             | Hyundai i30 N TCR          | 11 | Damiano Reduzzi      | 1-2      |
| RC2 Junior Team                       | CUPRA Leon Competición TCR | 12 | Felipe Fernández     | 5        |
| RC2 Junior Team                       | CUPRA Leon Competición TCR | 15 | Sergio López         | 5        |
| AKK Stefanovski                       | Hyundai i30 N TCR          | 14 | Igor Stefanovski     | 1-5      |
| Volcano Motorsport                    | CUPRA Leon Competición TCR | 16 | Evgenij Leonov       | 1-4      |
| Volcano Motorsport                    | CUPRA Leon Competición TCR | 69 | Mikel Azcona         | 4        |
| Brutal Fish Racing Team               | Honda Civic Type R TCR     | 17 | Martin Ryba          | 4        |
| TecniEngines                          | Audi RS3 LMS TCR           | 22 | Piero Necchi         | 2-3, 6   |
| Tecnodom Sport                        | Honda Civic Type R TCR     | 24 | Jonathan Giacon      | 1-3      |
| ALM Honda Racing                      | Honda Civic Type R TCR     | 25 | Mattias Vahtel       | 1-6      |
| ALM Honda Racing                      | Honda Civic Type R TCR     | 27 | Ruben Volt           | 1-6      |
| MM Motorsport                         | Honda Civic Type R TCR     | 28 | Marco Iannotta       | 5-6      |
| MM Motorsport                         | Honda Civic Type R TCR     | 62 | Jack Young           | 2        |
| MM Motorsport                         | Honda Civic Type R TCR     | 63 | Ibragim Akhmadov     | 4-5      |
| MM Motorsport                         | Honda Civic Type R TCR     | 72 | Franco Girolami      | 2        |
| Aggressive Team Italia                | Hyundai i30 N TCR          | 31 | Kevin Ceccon         | 1-6      |
| MAIR Racing Osttirol                  | Audi RS3 LMS TCR           | 32 | Sandro Soubek        | 5-6      |
| Proteam Racing                        | CUPRA TCR                  | 33 | Riccardo Romagnoli   | 1-6      |
| Elite Motorsport                      | CUPRA Leon Competición TCR | 44 | Michele Imberti      | 2-6      |
| Elite Motorsport                      | CUPRA Leon Competición TCR | 61 | Michele Imberti      | 1        |
| Elite Motorsport                      | Volkswagen Golf GTI TCR    | 82 | Marco Butti          | 1-6      |
| Elite Motorsport                      | Volkswagen Golf GTI TCR    | 93 | "Linos"              | 4        |
| CRM Motorsport                        | Hyundai i30 N TCR          | 47 | Ettore Carminati     | 1-2, 4-5 |
| K2 Engineering                        | Hyundai i30 N TCR          | 59 | Dušan Kouřil         | 1-2, 4-5 |
| Cappellari Reparto Corse              | Volkswagen Golf GTI TCR    | 76 | Daniele Cappellari   | 3        |
| Scuderia Vesuvio                      | CUPRA TCR                  | 84 | Sabatino Di Mare     | 1-6      |
| 6ix Engineers                         | CUPRA TCR                  | 85 | Giorgio Fantilli     | 1-5      |
| Faro Racing                           | CUPRA TCR                  | 86 | Alessandro Berton    | 1        |
| Faro Racing                           | CUPRA TCR                  | 86 | Andrea Tronconi      | 1        |
| Faro Racing                           | Volkswagen Golf GTI TCR    | 91 | Giuseppe De Virgilio | 1        |
| Faro Racing                           | Volkswagen Golf GTI TCR    | 97 | Alberto Tapparo      | 4        |
| Bolza Corse                           | CUPRA TCR                  | 90 | Denis Babuin         | 1-6      |

## Calendario
| Gara | Gara | Circuito                              | Data        | Supporto |
| ---- | ---- | ------------------------------------- | ----------- | --- |
| 1    | G1   | Autodromo nazionale di Monza          | 2 maggio    | Campionato Italiano Gran Turismo Campionato Italiano Sport Prototipi                                                                |
| 1    | G2   | Autodromo nazionale di Monza          | 2 maggio    | Campionato Italiano Gran Turismo Campionato Italiano Sport Prototipi                                                                |
| 2    | G3   | Misano World Circuit Marco Simoncelli | 5 giugno    | Campionato Italiano Gran Turismo Italian F4 Championship Campionato Italiano Sport Prototipi                                        |
| 2    | G4   | Misano World Circuit Marco Simoncelli | 6 giugno    | Campionato Italiano Gran Turismo Italian F4 Championship Campionato Italiano Sport Prototipi                                        |
| 3    | G5   | Autodromo di Vallelunga               | 27 giugno   | Campionato Italiano Gran Turismo Italian F4 Championship Campionato Italiano Sport Prototipi                                        |
| 3    | G6   | Autodromo di Vallelunga               | 27 giugno   | Campionato Italiano Gran Turismo Italian F4 Championship Campionato Italiano Sport Prototipi                                        |
| 4    | G7   | Autodromo Enzo e Dino Ferrari         | 24 luglio   | Campionato Italiano Gran Turismo Italian F4 Championship                                                                            |
| 4    | G8   | Autodromo Enzo e Dino Ferrari         | 25 luglio   | Campionato Italiano Gran Turismo Italian F4 Championship                                                                            |
| 5    | G9   | Autodromo Enzo e Dino Ferrari         | 4 settembre | Campionato Italiano Gran Turismo Italian F4 Championship Campionato Italiano Sport Prototipi                                        |
| 5    | G10  | Autodromo Enzo e Dino Ferrari         | 5 settembre | Campionato Italiano Gran Turismo Italian F4 Championship Campionato Italiano Sport Prototipi                                        |
| 6    | G11  | Autodromo internazionale del Mugello  | 10 ottobre  | Campionato Italiano Gran Turismo Formula Regional European Championship Italian F4 Championship Campionato Italiano Sport Prototipi |
| 6    | G12  | Autodromo internazionale del Mugello  | 10 ottobre  | Campionato Italiano Gran Turismo Formula Regional European Championship Italian F4 Championship Campionato Italiano Sport Prototipi |

## Risultati e classifiche

### Gare
| Gara | Circuito   | Pole position    | Giro veloce      | Pilota vincitore | Scuderia vincitrice                   |
| ---- | ---------- | ---------------- | ---------------- | ---------------- | ------------------------------------- |
| 1    | Monza      | Eric Brigliadori | Nicola Baldan    | Salvatore Tavano | Scuderia del Girasole by CUPRA Racing |
| 2    | Monza      |                  | Eric Brigliadori | Salvatore Tavano | Scuderia del Girasole by CUPRA Racing |
| 3    | Misano     | Franco Girolami  | Jack Young       | Franco Girolami  | MM Motorsport                         |
| 4    | Misano     |                  | Antti Buri       | Antti Buri       | Target Competition                    |
| 5    | Vallelunga | Eric Brigliadori | Eric Brigliadori | Eric Brigliadori | BF Motorsport                         |
| 6    | Vallelunga |                  | Mattias Vahtel   | Kevin Ceccon     | Aggressive Team Italia                |
| 7    | Imola      | Mikel Azcona     | Mikel Azcona     | Kevin Ceccon     | Aggressive Team Italia                |
| 8    | Imola      |                  | Mikel Azcona     | Mikel Azcona     | Volcano Motorsport                    |
| 9    | Imola      | Salvatore Tavano | Dušan Kouřil     | Salvatore Tavano | Scuderia del Girasole by CUPRA Racing |
| 10   | Imola      |                  | Kevin Ceccon     | Kevin Ceccon     | Aggressive Team Italia                |
| 11   | Mugello    | Antti Buri       | Marco Iannotta   | Antti Buri       | Target Competition                    |
| 12   | Mugello    |                  | Antti Buri       | Kevin Ceccon     | Aggressive Team Italia                |

### Classifiche

#### Classifica piloti
| Pos. | Pilota               | MNZ | MNZ | MIS | MIS | VAL | VAL | IMO | IMO | IMO | IMO | MUG | MUG | PT  | PV  |
| ---- | -------------------- | --- | --- | --- | --- | --- | --- | --- | --- | --- | --- | --- | --- | --- | --- |
| 1    | Antti Buri           | 5   | 9   | 2   | 1   | 3   | 2   | 5   | 2   | 5   | Rit | 1   | 2   | 371 | 358 |
| 2    | Kevin Ceccon         | 3   | 3   | 4   | 4   | 4   | 1   | 1   | Rit | Rit | 1   | 4   | 1   | 361 | 357 |
| 3    | Salvatore Tavano     | 1   | 1   | 7   | 16  | 2   | 3   | 6   | 10  | 1   | 4   | 3   | 4   | 354 | 343 |
| 4    | Nicola Baldan        | 6   | 6   | 3   | 2   | 5   | 5   | 4   | 5   | 2   | 2   | 5   | Rit | 337 | 316 |
| 5    | Eric Brigliadori     | 2   | 2   | 5   | 5   | 1   | 4   | 8   | 20† | 9   | 5   | 7   | Rit | 289 | 289 |
| 6    | Ruben Volt           | 14  | 13  | 6   | 6   | 9   | 13  | 7   | 3   | 6   | Rit | Rit | 6   | 184 | 181 |
| 7    | Michele Imberti      | 12  | 5   | 11  | Rit | 13  | 6   | 10  | 16  | 3   | 22† | 6   | 3   | 176 | 176 |
| 8    | Igor Stefanovski     | 4   | 23† | Rit | 8   | 6   | 17† | 2   | Rit | 8   | 6   |     |     | 155 | 155 |
| 9    | Mattias Vahtel       | 11  | 4   | 10  | 20† | 17† | 12  | Rit | 6   | 7   | 3   | NP  | NP  | 134 | 134 |
| 10   | Riccardo Romagnoli   | 24† | 12  | 9   | 7   | 8   | 7   | Rit | 7   | 14  | 13  | Rit | 10  | 108 | 108 |
| 11   | Federico Paolino     | 17  | 10  | 15  | 15  | Ret | 8   | 12  | 19  | 12  | 8   | 11  | 11  | 73  | 73  |
| 12   | Denis Babuin         | 19  | 14  | 17  | 10  | 10  | 9   | 11  | 11  | SQ  | 12  | 15  | 15  | 65  | 65  |
| 13   | Raffaele Gurrieri    | 13  | 11  | Rit | 11  | Rit | 15  | Rit | 13  | 16  | 17  | 8   | 14  | 46  | 46  |
| 14   | Sabatino Di Mare     | 18  | 15  | 18  | 12  | 12  | Rit | 17  | 15  | 13  | 21  | 9   | 9   | 45  | 45  |
| 15   | Marco Butti          | 20  | 16  | Rit | 14  | 16  | 10  | 13  | Rit | 15  | 15  | 13  | 8   | 41  | 41  |
| 16   | Nicola Guida         | 21  | 22† | 16  | 13  | 11  | 11  | 15  | 14  | Rit | 14  | 14  | 13  | 38  | 38  |
| 17   | Giorgio Fantilli     | Rit | 21  | 20  | 18  | 15  | 14  | 18  | 17  | 18  | 19  |     |     | 4   | 4   |
|      | Evgenij Leonov       | 9   | Rit | 13  | Rit | 7   | Rit | 3   | 4   |     |     |     |     | 105 | 0   |
|      | Matteo Poloni        | 7   | 8   | 21  | Rit |     |     |     |     | Rit | 23† | 12  | 5   | 87  | 0   |
|      | Dušan Kouřil         | 15  | 18  | 8   | Rit |     |     | 19  | 12  | 4   | 20  |     |     | 59  | 0   |
|      | Jonathan Giacon      | 8   | 7   | 14  | 9   | NP  | NP  |     |     |     |     |     |     | 54  | 0   |
|      | Sandro Soubek        |     |     |     |     |     |     |     |     | Rit | Rit | 2   | 7   | 54  | 0   |
|      | Ettore Carminati     | 10  | 20  | 12  | Rit |     |     | 9   | 21† | 11  | 10  |     |     | 51  | 0   |
|      | Franco Girolami      |     |     | 1   | Rit |     |     |     |     |     |     |     |     | 50  | 0   |
|      | Mikel Azcona         |     |     |     |     |     |     | Rit | 1   |     |     |     |     | 50  | 0   |
|      | Marco Iannotta       |     |     |     |     |     |     |     |     | 10  | 7   | 16† | 12  | 41  | 0   |
|      | Jack Young           |     |     | Rit | 3   |     |     |     |     |     |     |     |     | 37  | 0   |
|      | Fabio Antonello      |     |     |     |     |     |     |     |     | Rit | 9   | 10  | Rit | 22  | 0   |
|      | Martin Ryba          |     |     |     |     |     |     | 14  | 8   |     |     |     |     | 18  | 0   |
|      | Ibraghim Akhmadov    |     |     |     |     |     |     | Rit | 9   |     |     |     |     | 13  | 0   |
|      | Felipe Fernández     |     |     |     |     |     |     |     |     | 19  | 11  |     |     | 9   | 0   |
|      | Damiano Reduzzi      | 16  | Rit | Rit | 19† |     |     |     |     |     |     |     |     | 4   | 0   |
|      | Daniele Cappellari   |     |     |     |     | 14  | 16  |     |     |     |     |     |     | 3   | 0   |
|      | "Linos"              |     |     |     |     |     |     | 16  | Rit |     |     |     |     | 0   | 0   |
|      | Adriano Visdomini    |     |     |     |     |     |     |     |     | Rit | 16  |     |     | 0   | 0   |
|      | Alberto Rodio        |     |     |     |     |     |     |     |     | 17  | 18  |     |     | 0   | 0   |
|      | Omar Fiorucci        | 22  | 19  | 19  | 17  |     |     |     |     |     |     |     |     | 0   | 0   |
|      | Giuseppe De Virgilio | 23  | 17  |     |     |     |     |     |     |     |     |     |     | 0   | 0   |
|      | Alberto Tapparo      |     |     |     |     |     |     | 19  | 18  |     |     |     |     | 0   | 0   |
|      | Sergio López         |     |     |     |     |     |     |     |     | 20  | Rit |     |     | 0   | 0   |
|      | Cesare Brusa         |     |     |     |     |     |     | 21  | Rit |     |     |     |     | 0   | 0   |
|      | Piero Necchi         |     |     | Rit | NP  |     |     |     |     |     |     |     |     | 0   | 0   |
|      | Alessandro Berton    | NP  | NP  |     |     |     |     |     |     |     |     |     |     | 0   | 0   |
|      | Andrea Tronconi      | NP  | NP  |     |     |     |     |     |     |     |     |     |     | 0   | 0   |
|      | Sandro Pelatti       |     |     | NP  | NP  |     |     |     |     |     |     |     |     | 0   | 0   |
| Pos. | Pilota               | MNZ | MNZ | MIS | MIS | VAL | VAL | IMO | IMO | IMO | IMO | MUG | MUG | PT  | PV  |

| Colore  | Risultato             |
| ------- | --------------------- |
| Oro     | Vincitore             |
| Argento | 2º posto              |
| Bronzo  | 3º posto              |
| Verde   | Finito a punti        |
| Blu     | Finito senza punti    |
| Viola   | Ritirato (Rit)        |
| Viola   | Non classificato (NC) |
| Rosso   | Non qualificato (NQ)  |
| Nero    | Squalificato (SQ)     |
| Bianco  | Non partito (NP)      |
| Bianco  | Non ha gareggiato     |
| Bianco  | Infortunato (INF)     |
| Bianco  | Escluso (ES)          |
| Bianco  | Gara cancellata (C)   |

#### Classifica piloti DSG
| Pos. | Pilota               | MNZ | MNZ | MIS | MIS | VAL | VAL | IMO | IMO | IMO | IMO | MUG | MUG | PT  | PV  |
| ---- | -------------------- | --- | --- | --- | --- | --- | --- | --- | --- | --- | --- | --- | --- | --- | --- |
| 1    | Denis Babuin         | 19  | 14  | 17  | 10  | 10  | 9   | 11  | 11  | SQ  | 12  | 15  | 15  | 415 | 385 |
| 2    | Sabatino Di Mare     | 18  | 15  | 18  | 12  | 12  | Rit | 17  | 15  | 13  | 21  | 9   | 9   | 381 | 357 |
| 3    | Marco Butti          | 20  | 16  | Rit | 14  | 16  | 10  | 13  | Rit | 15  | 15  | 13  | 8   | 332 | 332 |
| 4    | Giorgio Fantilli     | Rit | 21  | 20  | 18  | 15  | 14  | 18  | 17  | 18  | 19  |     |     | 240 | 240 |
|      | Omar Fiorucci        | 22  | 19  | 19  | 17  |     |     |     |     |     |     |     |     | 108 | 0   |
|      | Alberto Rodio        |     |     |     |     |     |     |     |     | 17  | 18  |     |     | 60  | 0   |
|      | Giuseppe De Virgilio | 23  | 17  |     |     |     |     |     |     |     |     |     |     | 51  | 0   |
|      | Alberto Tapparo      |     |     |     |     |     |     | 19  | 18  |     |     |     |     | 48  | 0   |
|      | "Linos"              |     |     |     |     |     |     | 16  | Rit |     |     |     |     | 30  | 0   |
| Pos. | Pilota               | MNZ | MNZ | MIS | MIS | VAL | VAL | IMO | IMO | IMO | IMO | MUG | MUG | PT  | PV  |

| Colore  | Risultato             |
| ------- | --------------------- |
| Oro     | Vincitore             |
| Argento | 2º posto              |
| Bronzo  | 3º posto              |
| Verde   | Finito a punti        |
| Blu     | Finito senza punti    |
| Viola   | Ritirato (Rit)        |
| Viola   | Non classificato (NC) |
| Rosso   | Non qualificato (NQ)  |
| Nero    | Squalificato (SQ)     |
| Bianco  | Non partito (NP)      |
| Bianco  | Non ha gareggiato     |
| Bianco  | Infortunato (INF)     |
| Bianco  | Escluso (ES)          |
| Bianco  | Gara cancellata (C)   |

#### Classifica scuderie
| Pos. | Scuderia                              | MNZ | MNZ | MIS | MIS | VAL | VAL | IMO | IMO | IMO | IMO | MUG | MUG | Punti |
| ---- | ------------------------------------- | --- | --- | --- | --- | --- | --- | --- | --- | --- | --- | --- | --- | ----- |
| 1    | Scuderia del Girasole by CUPRA Racing | 1   | 1   |     |     |     |     |     |     |     |     |     |     | 80    |
| 2    | BF Motorsport                         | 2   | 2   |     |     |     |     |     |     |     |     |     |     | 70    |
| 3    | Agrressive Team Italia                | 3   | 3   |     |     |     |     |     |     |     |     |     |     | 60    |
| 4    | Target Competition                    | 5   | 6   |     |     |     |     |     |     |     |     |     |     | 45    |
| 5    | ALM Honda Racing                      | 11  | 4   |     |     |     |     |     |     |     |     |     |     | 36    |
| 6    | Elite Motorsport                      | 12  | 5   |     |     |     |     |     |     |     |     |     |     | 31    |
| 7    | Tecnodom Sport                        | 8   | 7   |     |     |     |     |     |     |     |     |     |     | 30    |
| 8    | AKK Stefanovski                       | 4   | 23† |     |     |     |     |     |     |     |     |     |     | 27    |
| 9    | K2 Engineering                        | 15  | 18  |     |     |     |     |     |     |     |     |     |     | 22    |
| 10   | Volcano Motorsport                    | 9   | Rit |     |     |     |     |     |     |     |     |     |     | 13    |
| 11   | Pro Team                              | 24† | 12  |     |     |     |     |     |     |     |     |     |     | 5     |
|      | Scuderia Vesuvio                      | 18  | 15  |     |     |     |     |     |     |     |     |     |     | 0     |
|      | Trico WRT                             | 16  | Rit |     |     |     |     |     |     |     |     |     |     | 0     |
| Pos. | Scuderia                              | MNZ | MNZ | MIS | MIS | VAL | VAL | IMO | IMO | IMO | IMO | MUG | MUG | Punti |

| Colore  | Risultato             |
| ------- | --------------------- |
| Oro     | Vincitore             |
| Argento | 2º posto              |
| Bronzo  | 3º posto              |
| Verde   | Finito a punti        |
| Blu     | Finito senza punti    |
| Viola   | Ritirato (Rit)        |
| Viola   | Non classificato (NC) |
| Rosso   | Non qualificato (NQ)  |
| Nero    | Squalificato (SQ)     |
| Bianco  | Non partito (NP)      |
| Bianco  | Non ha gareggiato     |
| Bianco  | Infortunato (INF)     |
| Bianco  | Escluso (ES)          |
| Bianco  | Gara cancellata (C)   |

#### Trofeo Michelin
| Pos. | Pilota           | MNZ | MNZ | MIS | MIS | VAL | VAL | IMO | IMO | IMO | IMO | MUG | MUG | Punti |
| ---- | ---------------- | --- | --- | --- | --- | --- | --- | --- | --- | --- | --- | --- | --- | ----- |
| 1    | Mattias Vahtel   | 11  | 4   |     |     |     |     |     |     |     |     |     |     | 75    |
| 2    | Ruben Volt       | 14  | 13  |     |     |     |     |     |     |     |     |     |     | 65    |
| 3    | Damiano Reduzzi  | 16  | Rit |     |     |     |     |     |     |     |     |     |     | 40    |
| 4    | Giorgio Fantilli | Rit | 21  |     |     |     |     |     |     |     |     |     |     | 30    |
| Pos. | Pilota           | MNZ | MNZ | MIS | MIS | VAL | VAL | IMO | IMO | IMO | IMO | MUG | MUG | Punti |

| Colore  | Risultato             |
| ------- | --------------------- |
| Oro     | Vincitore             |
| Argento | 2º posto              |
| Bronzo  | 3º posto              |
| Verde   | Finito a punti        |
| Blu     | Finito senza punti    |
| Viola   | Ritirato (Rit)        |
| Viola   | Non classificato (NC) |
| Rosso   | Non qualificato (NQ)  |
| Nero    | Squalificato (SQ)     |
| Bianco  | Non partito (NP)      |
| Bianco  | Non ha gareggiato     |
| Bianco  | Infortunato (INF)     |
| Bianco  | Escluso (ES)          |
| Bianco  | Gara cancellata (C)   |

#### Classifica piloti Under 25
| Pos. | Pilota           | MNZ | MNZ | MIS | MIS | VAL | VAL | IMO | IMO | IMO | IMO | MUG | MUG | Punti |
| ---- | ---------------- | --- | --- | --- | --- | --- | --- | --- | --- | --- | --- | --- | --- | ----- |
| 1    | Eric Brigliadori | 2   | 2   |     |     |     |     |     |     |     |     |     |     | 80    |
| 2    | Mattias Vahtel   | 11  | 4   |     |     |     |     |     |     |     |     |     |     | 70    |
| 3    | Michele Imberti  | 12  | 5   |     |     |     |     |     |     |     |     |     |     | 30    |
| 4    | Ruben Volt       | 14  | 13  |     |     |     |     |     |     |     |     |     |     | 51    |
| 5    | Dušan Kouřil     | 15  | 18  |     |     |     |     |     |     |     |     |     |     | 51    |
| 6    | Sabatino Di Mare | 18  | 15  |     |     |     |     |     |     |     |     |     |     | 42    |
| 7    | Marco Butti      | 20  | 16  |     |     |     |     |     |     |     |     |     |     | 36    |
| Pos. | Pilota           | MNZ | MNZ | MIS | MIS | VAL | VAL | IMO | IMO | IMO | IMO | MUG | MUG | Punti |

| Colore  | Risultato             |
| ------- | --------------------- |
| Oro     | Vincitore             |
| Argento | 2º posto              |
| Bronzo  | 3º posto              |
| Verde   | Finito a punti        |
| Blu     | Finito senza punti    |
| Viola   | Ritirato (Rit)        |
| Viola   | Non classificato (NC) |
| Rosso   | Non qualificato (NQ)  |
| Nero    | Squalificato (SQ)     |
| Bianco  | Non partito (NP)      |
| Bianco  | Non ha gareggiato     |
| Bianco  | Infortunato (INF)     |
| Bianco  | Escluso (ES)          |
| Bianco  | Gara cancellata (C)   |